# Phoxinellus metohiensis
Telestes metohiensis là một loài cá vây tia thuộc họ Cyprinidae.
Loài này có ở Bosna và Hercegovina và Croatia.
Môi trường sống tự nhiên của chúng là suối nước ngọt và carxtơ nội địa.
Chúng hiện đang bị đe dọa vì mất môi trường sống.